# Zaroślak ciemny
Zaroślak ciemny (Atlapetes schistaceus) – gatunek małego ptaka z rodziny pasówek (Passerellidae). Występuje w północno-zachodniej części Ameryki Południowej, na stokach Andów Północnych. Uznawany jest za gatunek najmniejszej troski.

## Systematyka
Gatunek po raz pierwszy zgodnie z zasadami nazewnictwa binominalnego opisał Auguste Boissonneau, nadając mu nazwę Tanagra schistaceus. Opis ukazał się w 1840 roku w Revue zoologique. Autor jako miejsce typowe wskazał Santa Fe de Bogota w Kolumbii. IOC wyróżnia pięć podgatunków:
- A. s. fumidus Wetmore & Phelps Jr, 1953
- A. s. castaneifrons (Sclater, PL & Salvin, 1875)
- A. s. tamae Cory, 1913
- A. s. schistaceus (Boissonneau, 1840) – zaroślak ciemny[3][4]
- A. s. taczanowskii (Sclater, PL & Salvin, 1875) [syn. A. s. mystacalis (Taczanowski, 1875)] – zaroślak Taczanowskiego[3][4].

IUCN, Handbook of the Birds of the World (HBW) oraz autorzy listy opracowywanej we współpracy BirdLife International z autorami HBW (wersja z grudnia 2021 roku) uznają podgatunek A. s. taczanowskii za osobny gatunek Atlapetes taczanowskii.

### Etymologia
- Atlapetes: połączenie słowa Atlas z gr. πετης petēs – „lotnik” (gr. πετομαι petomai – „latać”)[11].
- schistaceus: łac. schistaceus – „łupkowo-szary”[12].

## Morfologia
WyglądNie występuje dymorfizm płciowy. Niewielki ptak ze stosunkowo krótkim, grubym u nasady dziobem w kolorze czarniawym. Obie szczęki są lekko zakrzywione. Tęczówki ciemne, czerwono-brązowe. Nogi szaro-brązowe. Górna część głowy i potylica ciemnordzawe. Od dzioba wokół oczu i wzdłuż rdzawej czapeczki oraz policzki i okolice uszu prawie czarne. W okolicach dzioba w kierunku oka biała plamka. Od dzioba poniżej oka i dolnej części policzka ciągnie się biały pasek. Poniżej czarne wąsy i białawe gardło i podgardle. Górne pokrywy skrzydeł ciemnoszare. Lotki czarne ze stalowoszarymi obrysami. W środkowej części skrzydeł białe lusterko. Ogon długi, niestopniowany, wszystkie sterówki w kolorze ciemnoszarym. Brzuch i dolna część ciała szare. U podgatunku nominatywnego osobniki młodociane mają ciemniejszą, prawie czarną czapeczkę.
Wymiary
- długość ciała: 17–18 cm
- długość ogona: 7,3–8,2 cm
- długość skrzydła: 7,2–7,9 cm
- długość dzioba: 1,5 cm
- masa ciała: 22,6–43,9 g[5]

## Zasięg występowania
Zaroślak ciemny jest spotykany na dosyć dużym obszarze w północno-zachodniej części Ameryki Południowej, na stokach Andów Północnych. Zasięg jego występowania rozciąga się od Serranía de Perijá w północnej Kolumbii i zachodniej Wenezueli do środkowego Ekwadoru, osobna populacja zamieszkuje środkowe Peru. Występuje na wysokości od 2500 do 3800 m n.p.m., czasami od 1800 m n.p.m. w Kolumbii i od 2000 m n.p.m. w Wenezueli.
Poszczególne podgatunki występują w:
- A. s. fumidus – Serranía de Perijá na obszarze granicznym pomiędzy północną Kolumbią a zachodnią Wenezuelą.
- A. s. castaneifrons – Andy w Wenezueli (stany Trujillo, Mérida oraz środkowa i wschodnia część stanu Táchira).
- A. s. tamae – zachodnia Wenezuela (południowo-zachodnia Táchira) i przyległy obszar w departamencie Norte de Santander w Kolumbii.
- A. s. schistaceus – zachodnie i środkowe Andy w Kolumbii (na południe od departamentów Antioquia i Norte de Santander) oraz w północnym i środkowym Ekwadorze.
- A. s. taczanowskii – Andy w środkowym Peru.

## Ekologia
Zaroślak ciemny jest gatunkiem osiadłym. Jego głównym habitatem są krzaczaste obrzeża wilgotnych lasów górskich i lasów mglistych, obszary zajęte przez rośliny z rodzaju Espeletia oraz wysokogórskie lasy Polylepis. Brak jest szczegółowych informacji o jego diecie, ale wiadomo, że w jej skład wchodzą owady i owoce. Żeruje w pasie do pięciu metrów nad ziemią, częściej w powietrzu niż na ziemi.

### Rozmnażanie
Brak szczegółowych informacji o rozmnażaniu, gniazdach i jajach. Podloty obserwowano w Kolumbii w okresie od kwietnia do sierpnia w departamencie Cauca i w kwietniu w departamencie Cundinamarca. W Wenezueli podloty obserwowano w sierpniu, a dorosłe ptaki w kondycji rozrodczej w listopadzie. W północno-wschodnim Ekwadorze widziano podloty pod koniec grudnia.

## Status
W Czerwonej księdze gatunków zagrożonych IUCN zaroślak ciemny klasyfikowany jest jako gatunek najmniejszej troski (Least Concern). Jego zasięg występowania według szacunków organizacji BirdLife International obejmuje około 498 tys. km². Liczebność populacji nie jest oszacowana, ale gatunek jest uznawany za dosyć pospolity. BirdLife International uznaje trend liczebności populacji za stabilny ze względu na brak dowodów na spadki liczebności bądź istotne zagrożenia dla gatunku.
Od 2016 roku IUCN klasyfikuje zaroślaka Taczanowskiego (A. s. taczanowskii) jako osobny gatunek i również zalicza go do kategorii najmniejszej troski. BirdLife International szacuje jego zasięg występowania na 21,7 tys. km², a trend liczebności populacji ocenia jako stabilny.